# Italopodisma lucianae
Italopodisma lucianae is een rechtvleugelig insect uit de familie veldsprinkhanen (Acrididae). De wetenschappelijke naam van deze soort is voor het eerst geldig gepubliceerd in 1959 door Baccetti.
1. ↑  (en) Italopodisma lucianae op de IUCN Red List of Threatened Species.